# Kinkaku-ji

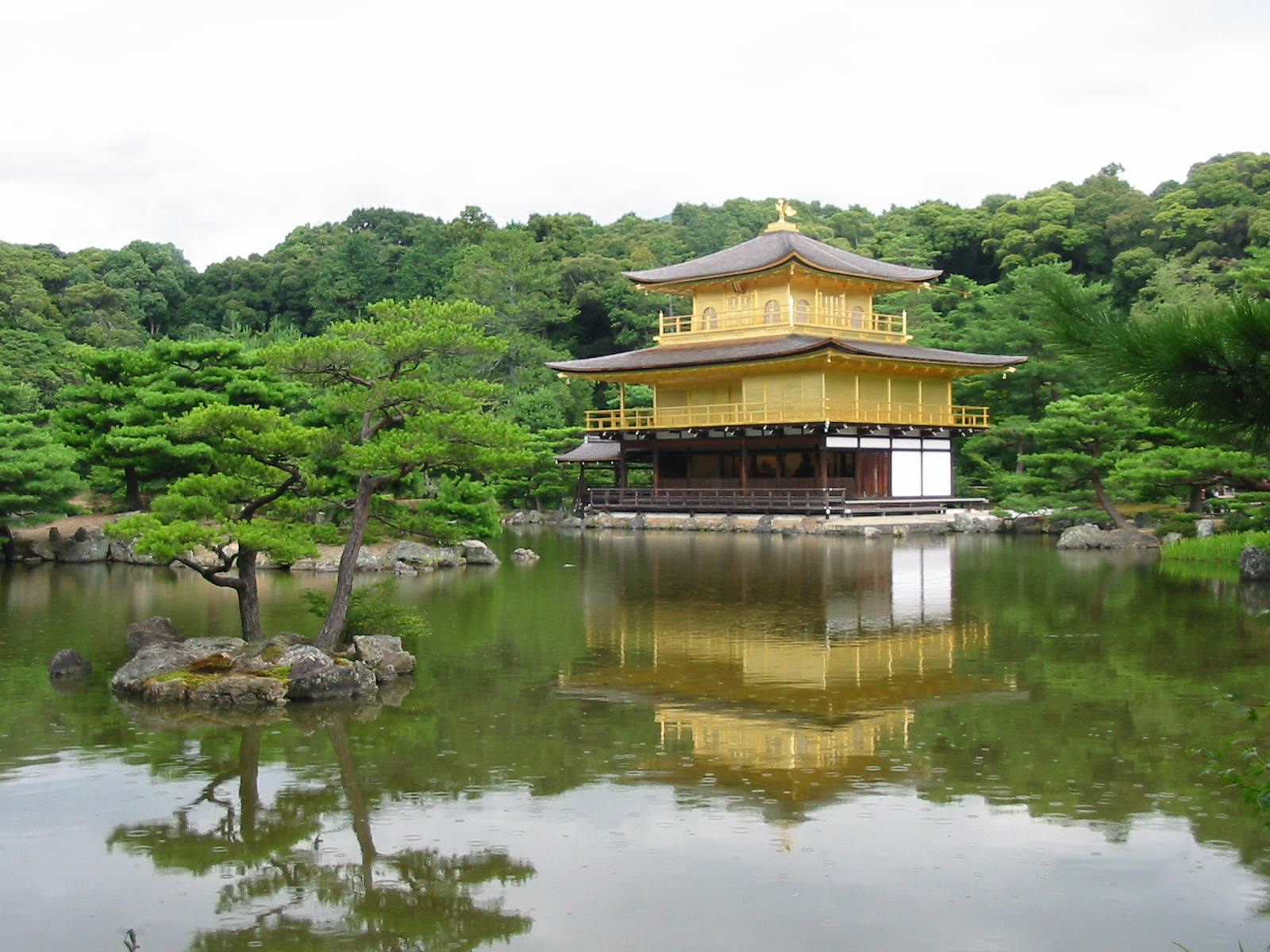
Kinkaku-ji

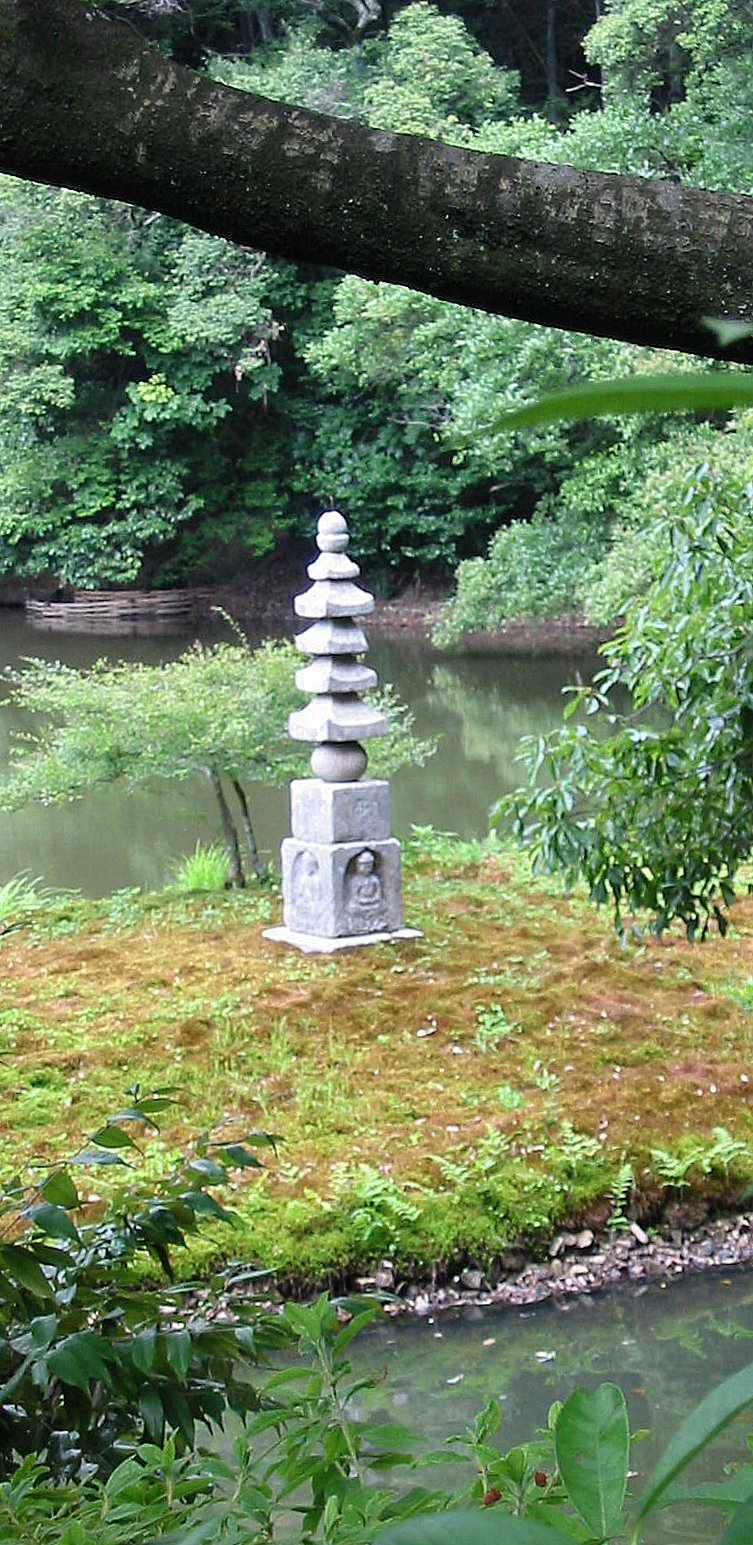
Kinkaku-jipagode, genoemd naar de witte slang

De Rokuonji-tempel (Japans 鹿苑寺, Hertentuin-tempel), beter bekend onder de bijnaam Kinkaku-ji (金閣寺, Gouden Paviljoen-tempel) is een tempel in Kyoto. Met zijn Gouden Paviljoen (金閣, Kinkaku) dat op het water lijkt te drijven, is de tempel een van de bekendste toeristische trekpleisters van Japan.

## Locatie
Het Gouden Paviljoen is gevestigd in Kinkakuji-chō, Kita-ku, ten noordwesten van Kioto. Het is omgeven door bergen, met in het westen de bergen Kinugasayama en daarachter de Hidari Daimonjiyama. De bergen in het noorden van Kioto staan bekend onder de naam Kitayama, maar rond het paviljoen worden ze ook wel Hokuzan genoemd, een alternatieve uitspraak van de karakters 北山 (Kitayama). Deze naam dateert vanuit de Heianperiode (794-1185), oorspronkelijk gebruikt om het grote gebied (Kitayama) te onderscheiden van het kleinere (Hokuzan).
Vanaf de Mid-Heianperiode werden er veel mensen begraven. Er zijn nog vele graftomben te bezichtigen, onder andere die van keizer En’yu (regeerperiode 969-984). In het hele gebied zijn er graven te vinden. Ook vindt men er de bekende grafheuvels. Het gebied ten westen van het Gouden Paviljoen is bekend vanwege de Himuro (IJskamer). In de winter werd daar ijs in blokken gesneden en bewaard in kamers. Deze ijsblokken legde men in de diepe nissen van bijvoorbeeld de berg Hidari Daimonjiyama, waar het bewaard kon worden voor warm weer.
Vroeger werd dit gebied ook beschouwd als een rijk gebied om tempels op te trekken. Eerst werd het echter gebruikt als rijstveld en landbouwgrond, totdat Saionji Kintsune (1171-1244) er de allereerste gebouwen optrok: de Saion-ji familietempel en de villa Kitayamadai.

## De oorsprong van de naam  Rokuon-ji
De relikwie-hal (Shariden) staat bekend onder de naam het Gouden Paviljoen, waar uiteindelijk de hele tempel naar vernoemd is. De officiële naam van de Kinkaku-ji luidt Rokuon-ji (鹿苑寺, Hertenkamp-Tempel). Deze naam werd afgeleid van de eerste twee karakters van de postume naam van shogun Ashikaga Yoshimitsu (1358-1408). Rokuon (鹿苑, Hertenkamp) was het gebied van Shakyamuni’s eerste preek nadat hij de verlichting wilde bereiken. Na de dood van Yoshimitsu werd dit gebied de Rokuon’in genoemd.

## Geschiedenis
Tijdens de Kamakura-periode (1185-1333) was het land waar de huidige tempel op staat in bezit van Saionji Kintsune, ook bekend als Kitayamadai. Na de val van de militaire regering ging de invloed van de Saionji-clan sterk achteruit, de Kitayamadai werd niet meer gebruikt en verloor zijn waarde.
Tijdens het Muromachi-tijdperk (1392-1573) kwam het terrein onder de aandacht van shogun Ashikaga Yoshimitsu (1358-1408), die er in 1397, na zijn aftreden in 1394, een villa en het Gouden Paviljoen op bouwde. Yoshimitsu had goede handelsbetrekkingen met Ming China. Hij had een uitgebreide Chinese collectie van voorwerpen die de basis vormen van de Kitayamacultuur. Na de dood van Yoshimitsu verloor Kitayama zijn officiële status als residentie van de shogun en nam de zentempel de naam Rokuon-ji aan (naar de vroegere naam Rokuon-in).
De tempel werd tijdens de Onin oorlog (1467-1477) een aantal malen door brand verwoest, maar de tuinen zijn gespaard gebleven.
Tokugawa Ieyasu, de eerste shogun van de Edoperiode (1615-1868) , benoemde Saishō Shōtai (1548-1607) als abt van de Rokuon-ji. Saishō Shōtai had zowel Toyotomi Hideyoshi (1536-98) als Tokugawa Ieyasu geassisteerd als leidend adviseur. Hij versterkte de financiële basis van de Rokuon-ji en het was mogelijk voor zijn volgelingen om de post van abt te erven.
In de Meijiperiode (1868-1912), verloor de Rokuon-ji zijn financiële steun door de regering, maar hij doorstond deze moeilijkheden. De deuren werden in 1894 voor het eerst voor het publiek geopend.
In 1950 werd het Gouden Paviljoen door de geestelijk gestoorde monnik Hayashi Shōken in brand gestoken. Hij wilde in de vlammen sterven, maar vluchtte uit angst naar de heuvels achter het paviljoen. Daar trachtte hij tevergeefs zelfmoord te plegen en werd gearresteerd. Een geromantiseerde versie van deze gebeurtenissen is opgenomen in de roman Het gouden paviljoen (1956) door Yukio Mishima. Het huidige paviljoen dateert uit 1955. Bij de reconstructie werd de bedekking met goud uitgebreid tot ook de onderste verdiepingen. Van dichtbij is zichtbaar dat de constructie erg nieuw is, maar van een afstand ziet het paviljoen er door de weerspiegeling in de vijver sprookjesachtig uit.
De tempel is in 1994 door de UNESCO aangewezen als een World Heritage Site.

## Gouden Paviljoen
Het beroemdste deel van de tempel is het Gouden Paviljoen (金閣, Kinkaku) in de tuin bij de tempel. Het dient als een shariden, een opslagplaats voor relieken van de Boeddha. Het gebouw weerspiegelt fraai in de vijver, die daarom spiegelvijver wordt genoemd. Behalve de onderste verdieping is het gehele paviljoen bedekt met zuiver bladgoud, hetgeen de tempel bijzonder waardevol maakt. Het dak is bedekt met dunne plankjes van Japanse cipres en er staat ook een feniks. Het gebouw is een goed voorbeeld van de architectuur uit de Muromachi-periode, aangezien het een combinatie is van drie verschillende stijlen.
De eerste verdieping van het Gouden Paviljoen is gebouwd in de shinden-stijl. Deze stijl is kenmerkend voor de paleizen uit de Heian-periode. Aan de linkerkant van het altaar staat een portret van Ashikaga Yoshimitsu. In het midden van de verdieping staat een beeld van de Boeddha Shakyamuni die een juwelenkrans draagt. De tweede verdieping, Chōondō (Grot van het geluid van de branding), is gebouwd volgens de buke-stijl die voor de huizen van samoerai werd gebruikt. In het midden staat een podium met daarop Kannon, de godin van de barmhartigheid. Rondom haar staan beelden op wacht die de Vier Hemelse Koningen (Shitennō) voorstellen. De derde verdieping is gebouwd in de stijl van de Chinese Chan (Zen), die Kukkyōchō wordt genoemd. Deze verdieping werd gemengd met de stijlen van de andere verdiepingen, maar behield de oorspronkelijke karakteristieken van de Zen-architectuur.
In de tuin bij de tempel bevindt zich ook een theehuis dat gebruikt werd door keizer Go-Mizunoo.

## Anmintaku
Anmintaku, de "vijver van de rust", wordt omringd door bomen en geeft een gevoel van grote diepte. Omdat de vijver nooit opdroogt werd hier vaak om regen gebeden. In het midden ligt een klein eiland, met daarop een kleine pagode die genoemd is naar een witte slang.